# Weinbau in Virginia
Weinbau in Virginia bezeichnet den Weinbau im amerikanischen Bundesstaat Virginia. Gemäß amerikanischem Gesetz ist jeder Bundesstaat und jedes County per definitionem eine geschützte Herkunftsbezeichnung und braucht nicht durch das Bureau of Alcohol, Tobacco, Firearms and Explosives als solche anerkannt zu werden.
Weinbau wird in Virginia seit den späten Jahren des 18. Jahrhunderts von europäischen Einwanderern betrieben. Da Versuche mit europäischen Edelreben fehlschlugen, wurden hier zuerst Weine der amerikanischen Wildreben hergestellt. Erst seit dem Jahr 2000 überwiegt der Anteil der Vitis vinifera Sorten mit Cabernet Sauvignon, Viognier und Cabernet Franc. Daneben gibt es aber noch einen bedeutenden Anteil von fast 20 Prozent mit französischen Hybridreben (z. B. Chambourcin, Chancellor,…) sowie autochthonen Abkömmlingen amerikanischer Wildreben.